# Sainte-Gemme-Martaillac
Pour les articles homonymes, voir Sainte-Gemme.
Sainte-Gemme-Martaillac est une commune du Sud-Ouest de la France, située dans le département de Lot-et-Garonne, en région Nouvelle-Aquitaine.

## Géographie

### Localisation
Commune située en Agenais au sud de Marmande dont le paysage est proche de celui du Bazadais voisin.

### Communes limitrophes
Les communes limitrophes sont Sainte-Marthe, Calonges, Grézet-Cavagnan, Labastide-Castel-Amouroux, Leyritz-Moncassin et Le Mas-d'Agenais.
|                           | Sainte-Marthe           | Le Mas-d'Agenais |
| Grézet-Cavagnan           | Sainte-Gemme-Martaillac | Calonges         |
| Labastide-Castel-Amouroux | Leyritz-Moncassin       |                  |

### Climat
Pour des articles plus généraux, voir Climat de la Nouvelle-Aquitaine et Climat de Lot-et-Garonne.
Historiquement, la commune est exposée à un climat océanique aquitain.  
En 2020, Météo-France publie une typologie des climats de la France métropolitaine dans laquelle la commune est exposée à un climat océanique et est dans la région climatique Aquitaine, Gascogne, caractérisée par une pluviométrie abondante au printemps, modérée en automne, un faible ensoleillement au printemps, un été chaud (19,5 °C), des vents faibles, des brouillards fréquents en automne et en hiver et des orages fréquents en été (15 à 20 jours).
Pour la période 1971-2000, la température annuelle moyenne est de 13,1 °C, avec une amplitude thermique annuelle de 15 °C. Le cumul annuel moyen de précipitations est de 815 mm, avec 11,2 jours de précipitations en janvier et 6,4 jours en juillet. Pour la période 1991-2020, la température moyenne annuelle observée sur la station météorologique la plus proche, située sur la commune de Saint-Martin-Curton à 12 km à vol d'oiseau, est de 13,7 °C et le cumul annuel moyen de précipitations est de 867,2 mm,. Pour l'avenir, les paramètres climatiques de la commune estimés pour 2050 selon différents scénarios d’émission de gaz à effet de serre sont consultables sur un site dédié publié par Météo-France en novembre 2022.

## Urbanisme

### Typologie
Au 1er janvier 2024, Sainte-Gemme-Martaillac est catégorisée commune rurale à habitat très dispersé, selon la nouvelle grille communale de densité à sept niveaux définie par l'Insee en 2022.
Elle est située hors unité urbaine. Par ailleurs la commune fait partie de l'aire d'attraction de Marmande, dont elle est une commune de la couronne,. Cette aire, qui regroupe 48 communes, est catégorisée dans les aires de 50 000 à moins de 200 000 habitants,.

### Occupation des sols

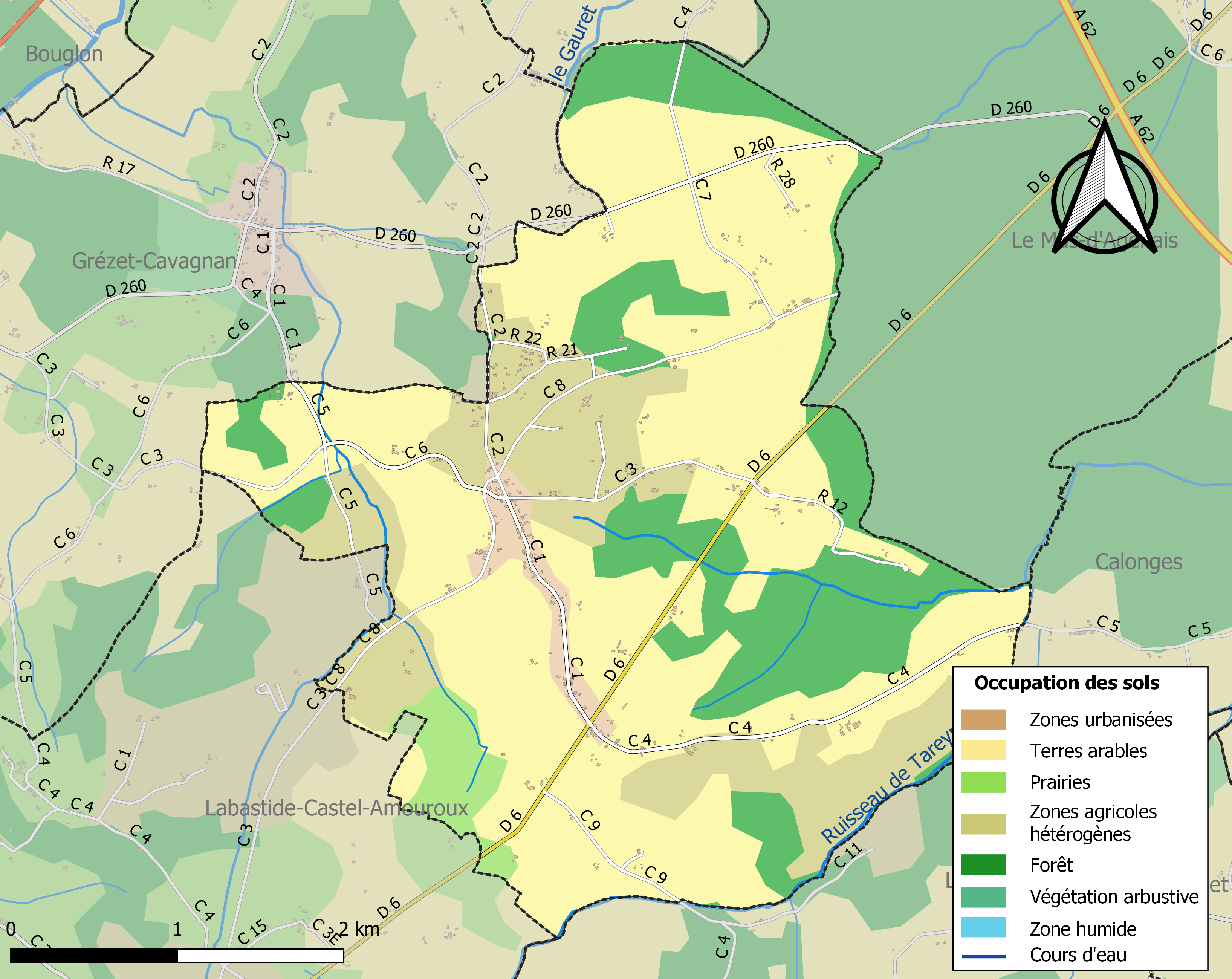
Carte des infrastructures et de l'occupation des sols de la commune en 2018 (CLC).

L'occupation des sols de la commune, telle qu'elle ressort de la base de données européenne d’occupation biophysique des sols Corine Land Cover (CLC), est marquée par l'importance des territoires agricoles (78,4 % en 2018), en diminution par rapport à 1990 (81,5 %). La répartition détaillée en 2018 est la suivante : 
terres arables (57 %), forêts (19,2 %), zones agricoles hétérogènes (18,6 %), prairies (2,7 %), zones urbanisées (2,4 %). L'évolution de l’occupation des sols de la commune et de ses infrastructures peut être observée sur les différentes représentations cartographiques du territoire : la carte de Cassini (XVIIIe siècle), la carte d'état-major (1820-1866) et les cartes ou photos aériennes de l'IGN pour la période actuelle (1950 à aujourd'hui).

### Risques majeurs
Le territoire de la commune de Sainte-Gemme-Martaillac est vulnérable à différents aléas naturels : météorologiques (tempête, orage, neige, grand froid, canicule ou sécheresse), inondations, mouvements de terrains et séisme (sismicité très faible). Il est également exposé à un risque technologique, le transport de matières dangereuses. Un site publié par le BRGM permet d'évaluer simplement et rapidement les risques d'un bien localisé soit par son adresse soit par le numéro de sa parcelle.

#### Risques naturels
Certaines parties du territoire communal sont susceptibles d’être affectées par le risque d’inondation par une crue à  débordement lent de cours d'eau, notamment le Ruisseau de Tareyre. La commune a été reconnue en état de catastrophe naturelle au titre des dommages causés par les inondations et coulées de boue survenues en 1982, 1983, 1990, 1999 et 2009,.
Les mouvements de terrains susceptibles de se produire sur la commune sont des tassements différentiels.

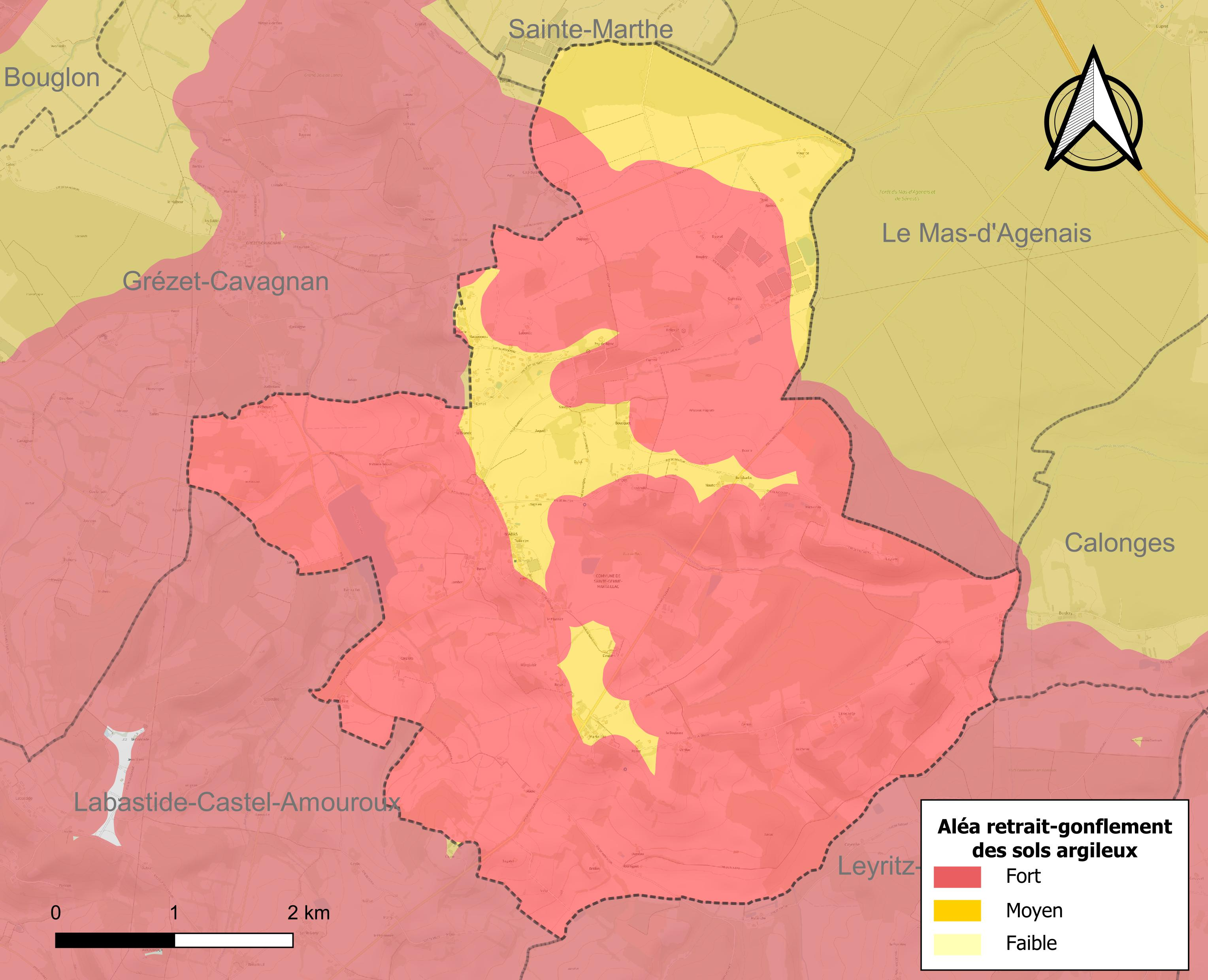
Carte des zones d'aléa retrait-gonflement des sols argileux de Sainte-Gemme-Martaillac.

Le retrait-gonflement des sols argileux est susceptible d'engendrer des dommages importants aux bâtiments en cas d’alternance de périodes de sécheresse et de pluie. La totalité de la commune est en aléa moyen ou fort (91,8 % au niveau départemental et 48,5 % au niveau national). Depuis le 1er octobre 2020, en application de la loi ELAN, différentes contraintes s'imposent aux vendeurs, maîtres d'ouvrages ou constructeurs de biens situés dans une zone classée en aléa moyen ou fort,.
Concernant les mouvements de terrains, la commune a été reconnue en état de catastrophe naturelle au titre des dommages causés par la sécheresse en 2003, 2011 et 2017 et par des mouvements de terrain en 1999.

## Toponymie
En occitan, le nom de la commune est Senta Gèma e Martalhac.

## Histoire
La commune est née en 1879 à partir de la partie nord-est du territoire communal de Labastide-Castel-Amouroux, ce qui a présenté la scission d'à peu près la moitié de la population (543 habitants pour Sainte-Gemme-Martaillac contre 516 pour Labastide-Castel-Amouroux au recensement de 1881) et une superficie de 14 km2 pour la première contre 11,95 km2 pour la seconde.

## Politique et administration
| Période                                  | Période   | Identité         | Étiquette | Qualité            |
| ---------------------------------------- | --------- | ---------------- | --------- | ------------------ |
| mars 1971                                | mars 2001 | Jean Bordes      | UDF       | Conseiller général |
| mars 2001                                | mars 2008 | Michel Fabre     |           | Retraité agricole  |
| mars 2008                                | En cours  | Christine Chabot |           | Greffier           |
| Les données manquantes sont à compléter. |           |                  |           |                    |

## Population et société
Les habitants sont appelés les Gemmais.

### Démographie
L'évolution du nombre d'habitants est connue à travers les recensements de la population effectués dans la commune depuis 1881. Pour les communes de moins de 10 000 habitants, une enquête de recensement portant sur toute la population est réalisée tous les cinq ans, les populations de référence des années intermédiaires étant quant à elles estimées par interpolation ou extrapolation. Pour la commune, le premier recensement exhaustif entrant dans le cadre du nouveau dispositif a été réalisé en 2004.

En 2022, la commune comptait 383 habitants, en évolution de −9,46 % par rapport à 2016 (Lot-et-Garonne : −0,18 %, France hors Mayotte : +2,11 %).
| 1881 | 1886 | 1891 | 1896 | 1901 | 1906 | 1911 | 1921 | 1926 |
| ---- | ---- | ---- | ---- | ---- | ---- | ---- | ---- | ---- |
| 543  | 509  | 511  | 473  | 460  | 460  | 425  | 393  | 370  |

| 1931 | 1936 | 1946 | 1954 | 1962 | 1968 | 1975 | 1982 | 1990 |
| ---- | ---- | ---- | ---- | ---- | ---- | ---- | ---- | ---- |
| 343  | 398  | 352  | 381  | 342  | 359  | 292  | 280  | 308  |

| 1999 | 2004 | 2006 | 2009 | 2014 | 2019 | 2022 | - | - |
| ---- | ---- | ---- | ---- | ---- | ---- | ---- | - | - |
| 279  | 299  | 295  | 340  | 393  | 387  | 383  | - | - |

### Sports
- Équipe de basket-ball « La Vaillante » créée en 1909[27].

### Technologies de l'information
- Téléphonie fixe et mobile : oui
- Internet haut débit par ADSL : non
- Internet haut débit par fibre : oui

## Culture locale et patrimoine

### Lieux et monuments
- L'église Sainte-Quitterie de Sainte-Gemme-Martaillac, construite en remplacement d'une église datant du Moyen Âge, l'a été dans le style néo-gothique avec plan traditionnel en croix latine[28] ; elle est surmontée d'un clocher en forme de tour carrée.
- L'église Saint-Pierre-ès-Liens de Martaillac est une église romane du XIIe siècle dont il ne reste que des vestiges[29].

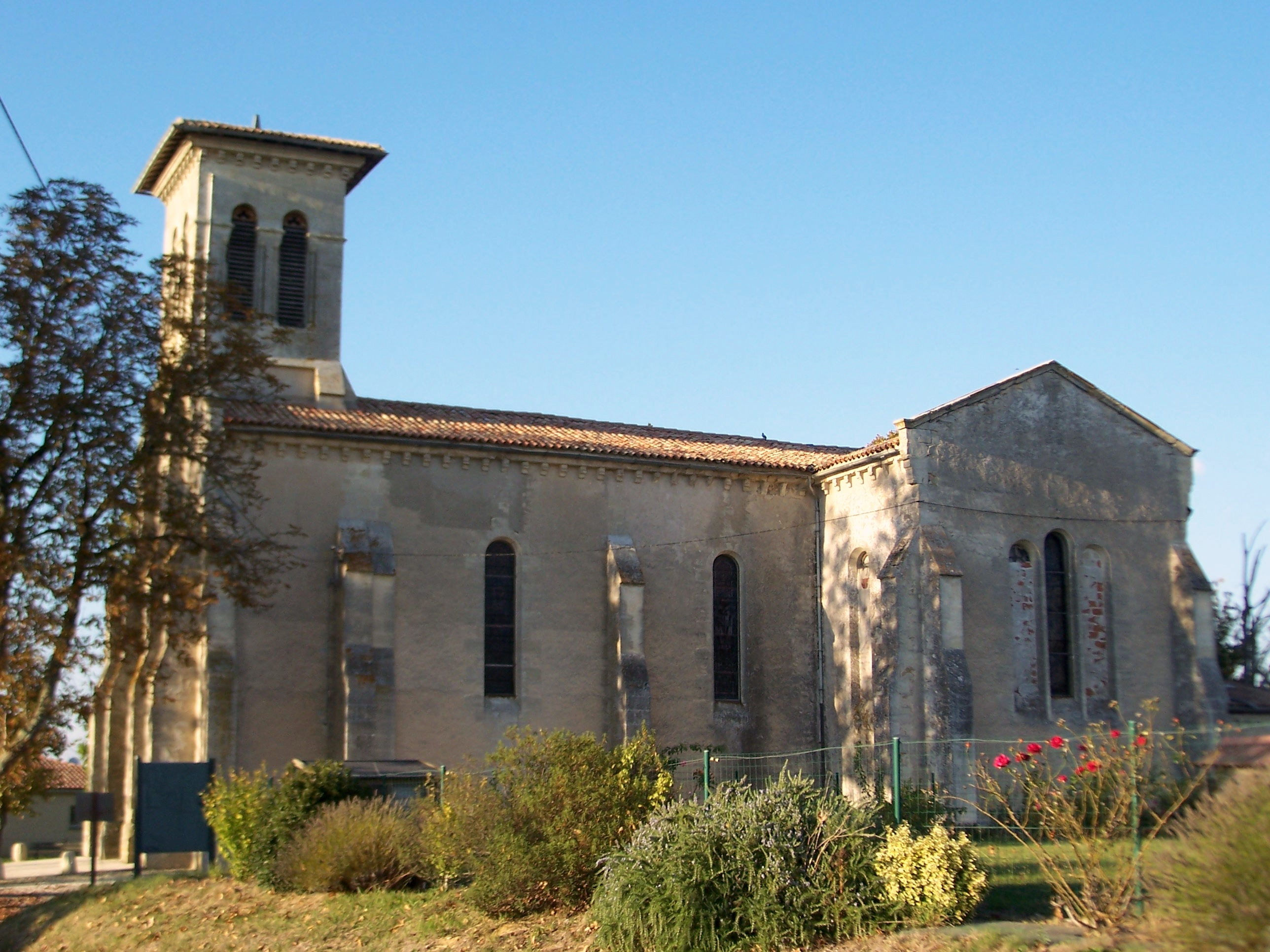
L'église Sainte-Quitterie (octobre 2015).
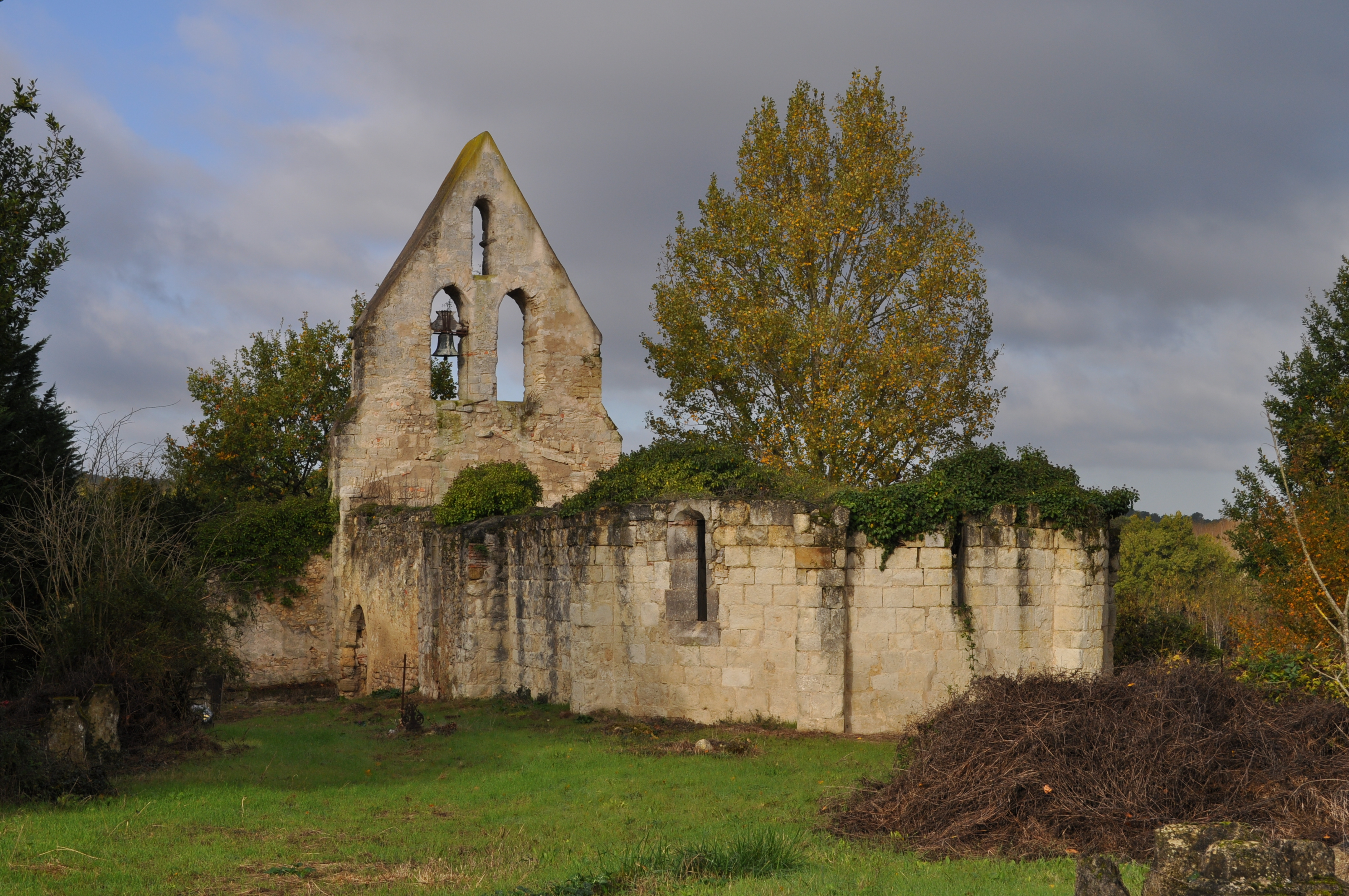
L'église Saint-Pierre-ès-Liens de Martaillac (novembre 2013).
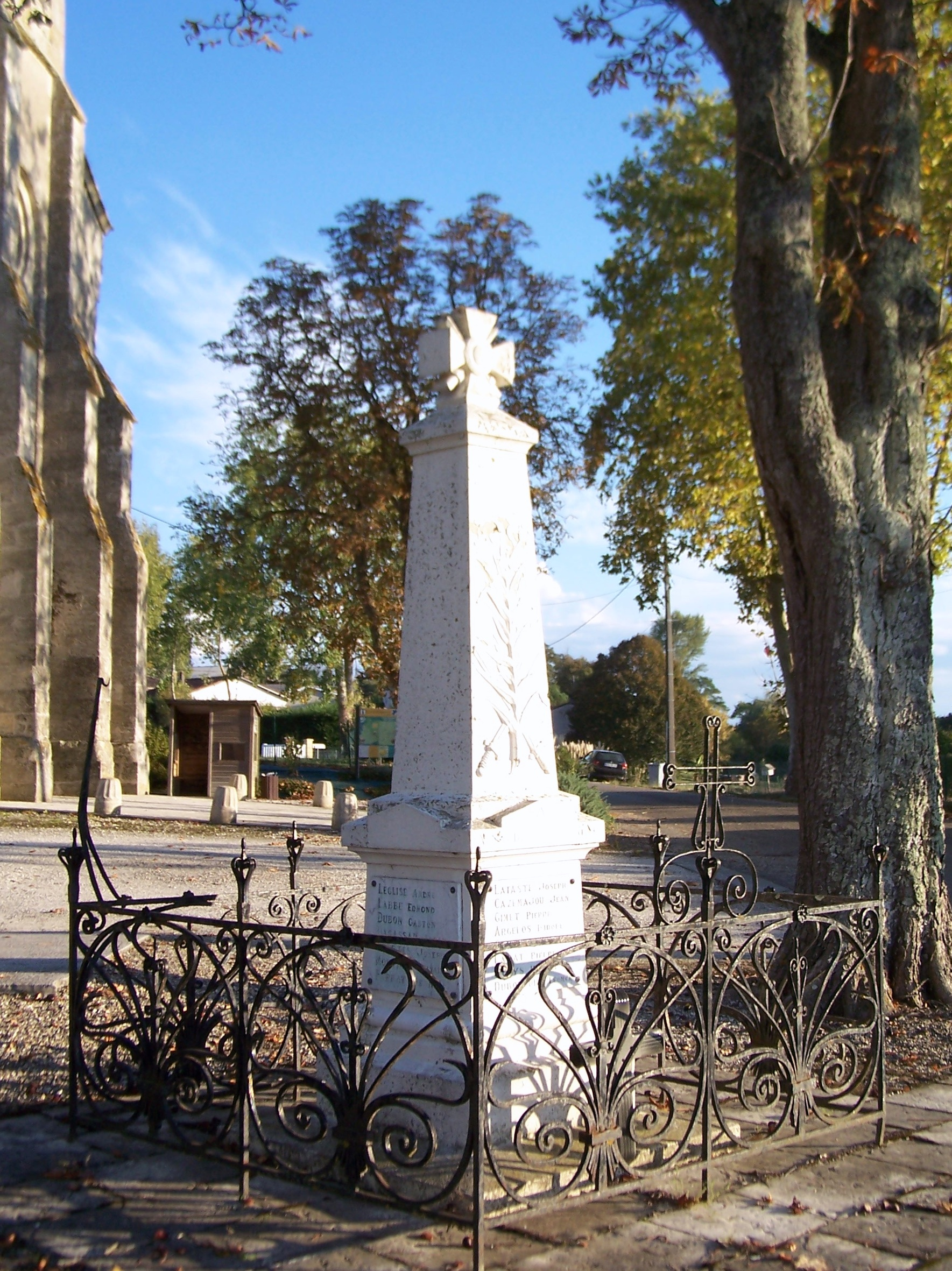
Le monument aux morts près de l'église Sainte-Gemme (octobre 2015).